# Graeme Allwright et Maxime Le Forestier au Palais des Sports
Albums de Maxime Le Forestier et Graeme Allwright
Maxime Le Forestier chante Brassens Les Rendez-vous manqués
Graeme Allwright et Maxime Le Forestier au Palais des Sports est un album enregistré en public à l'occasion d'une tournée pour promouvoir l'association Partage pour les enfants du Tiers-Monde, sorti en 1980.
Maxime Le Forestier et Graeme Allwright sont accompagnés par le groupe de Graeme Allwright (Namana), composé de Malgaches avec qui ce dernier a enregistré son album précédent sur l'Ile de la Réunion. Marcel Azzola (accordéon), Jean-Cohen Solal (flûte), participent au concert du Palais des Sports. Catherine Le Forestier intervient dans la première partie des concerts.

## Listes des chansons
| 1.  | Suzanne (Duo)                                   |  |
| 2.  | Mentir (Duo)                                    |  |
| 3.  | Humpty Dumpty (Duo)                             |  |
| 4.  | À l'ombre du cœur de ma mie (Duo)               |  |
| 5.  | Chasseur de qui ? (Duo)                         |  |
| 6.  | Qu'as-tu appris à l'école (Duo)                 |  |
| 7.  | En Amérique sur Seine (Maxime Le Forestier)     |  |
| 8.  | Antipodes (Maxime Le Forestier)                 |  |
| 9.  | Star of Love (Duo)                              |  |
| 10. | All My Life (Catherine Le Forestier)            |  |
| 11. | On a voulu (Catherine Le Forestier)             |  |
| 12. | Je suis de là-bas Baba (Catherine Le Forestier) |  |

| 1.  | When I Go (Je veux quitter ce monde heureux) (Duo) |  |
| 2.  | Partage (Graeme Allwright)                         |  |
| 3.  | Les Petits Morts (Maxime Le Forestier)             |  |
| 4.  | La Berceuse du clochard (Graeme Allwright)         |  |
| 5.  | L'Amour obligatoire (Graeme Allwright)             |  |
| 6.  | Rio (Duo)                                          |  |
| 7.  | Hymne à sept temps (Duo)                           |  |
| 8.  | Jolie bouteille, sacrée bouteille                  |  |
| 9.  | San Francisco (Duo)                                |  |
| 10. | Emmène-moi (Duo)                                   |  |
| 11. | Moi j'y vais pas (Duo)                             |  |

## Formation
- Maxime Le Forestier : chant, guitare acoustique
- Graeme Allwright : chant, guitare acoustique
- Catherine Le Forestier : chant, violon
- Marcel Azzola : accordéon, bandonéon
- Jean Cohen-Solal : flûte
- Solo Razafindrakoto : guitare
- André Randriambololona : guitare
- Rido Bayonne : basse
- Martin Coriton : batterie, percussions
- Alice Hérald : choriste